# كيث ويلر
كيث ويلر (بالإنجليزية: Keith Weller)‏ (11 يونيو 1946 في المملكة المتحدة - 13 نوفمبر 2004 بسياتل في الولايات المتحدة) هو مدرب كرة قدم ولاعب كرة قدم بريطاني في مركز الوسط. شارك مع منتخب إنجلترا لكرة القدم. أما مع النوادي، فقد لعب مع تشيلسي وتوتنهام هوتسبير وليستر سيتي ونادي ميلوول وتلسا رافنكس ونيوإنغلند تي من ‏ وفورت لودردال صن ‏ وفورت لودردايل سترايكرز.

## وصلات خارجية
- كيث ويلر على موقع قاعدة بيانات كرة القدم.إي يو (الإنجليزية)
- كيث ويلر على موقع ناشيونال فوتبول تيمز (الإنجليزية)